# Vivere - The Best of Andrea Bocelli
Vivere - The Best of Andrea Bocelli ou The Best of Andrea Bocelli: Vivere é um álbum greatest hits do cantor clássico italiano Andrea Bocelli. No Brasil, esse álbum recebeu uma certificação de Disco de Ouro, pela mais de 20 mil cópias vendidas no país, comprovados pela ABPD. Na Espanha, o álbum foi comercializado como Lo Mejor de Andrea Bocelli: Vivire e, no Japão, como Time to Say Goodbye: Bocelli Super Best. 

## Faixas
| N.º            | Título                                      | Compositor(es)                                      | Duração |  |
| 1.             | "La Voce Del Silenzio"                      | E. Isola                                            | 4:55    |  |
| 2.             | "Sogno"                                     | G. Vessicchio                                       | 4:00    |  |
| 3.             | "Il mare calmo della sera"                  | Zucchero, G. Felisatti, G. Nuti                     | 4:39    |  |
| 4.             | "Dare to Live (Vivere)" (com Laura Pausini) | G. Trovato, A. Anastasio, C. Valli                  | 4:18    |  |
| 5.             | "Canto della Terra"                         | F. Sartori, L. Quarantotto                          | 3:59    |  |
| 6.             | "A Te" (part. Kenny G)                      | A. Bocelli                                          | 4:09    |  |
| 7.             | "Bésame mucho"                              | C. Velásquez                                        | 4:02    |  |
| 8.             | "Mille Lune Mille Onde"                     | C. Corradini, D. Foster, L. Quarantotto, F. Sartori | 3:59    |  |
| 9.             | "Time To Say Goodbye" (com Sarah Brightman) | F. Sartori, L. Quarantotto, Frank Peterson          | 4:05    |  |
| 10.            | "Io ci sarò" (part. Lang Lang)              | D. Foster, W. Afanasieff                            | 4:49    |  |
| 11.            | "Romanza"                                   | M. Malavasi                                         | 3:42    |  |
| 12.            | "Vivo per lei" (com Giorgia)                | V. Zelli                                            | 4:25    |  |
| 13.            | "Melodramma"                                | P. Guerrini, P. Luciani                             | 4:07    |  |
| 14.            | "Bellissime stelle"                         | F. Sartori                                          | 4:14    |  |
| 15.            | "The Prayer" (com Celine Dion)              | D. Foster, C. Bayer Sager, A. Testa, T. Renis       | 4:27    |  |
| 16.            | "Because We Believe" (com Marco Borsato)    | A. Bocelli, D. Foster, A. Foster                    | 4:40    |  |
| Duração total: | Duração total:                              | Duração total:                                      | 68:45   |  |

| Faixas bônus (Japão) |                                                       |         |  |
| N.º                  | Título                                                | Duração |  |
| 17.                  | "Somos Novios (It's Impossible)" (com Rimi Natsukawa) | 4:22    |  |
| 18.                  | "Dell'amore non si sa" (com Hayley Westenra)          | 3:11    |  |

### Vendas e certificações
| País                       | Certificação | Vendas     |
| -------------------------- | ------------ | ---------- |
| Brasil - ABPD              | Ouro         | 20,000+    |
| Canadá - Canada Music      | Platina      | 100,000+   |
| Dinamarca - IFPI Dinamarca | Platina      | 30,000+    |
| Estados Unidos - RIAA      | Platina      | 1,000,000  |
| Grécia - IFPI Grécia       | Ouro         | 7,500+     |
| Hungria - MAHASZ           | 2× Platina   | 12,000+    |
| Itália - FIMI              | Ouro         | 40,000+    |
| Reino Unido - BPI          | Platina      | 300,000+   |
| União Europeia - IFPI      | 1× Platina   | 1,000,000+ |